# 我妻佳代
我妻 佳代（あがつま かよ、1968年7月25日 - ）は、主に1980年代後半に活動した日本のアイドル。
歌手デビュー当時の所属事務所はアンクルエフ（現・ジャパン・ミュージックエンターテインメント）、所属レコード会社はCBS・ソニー。姉は元アイドルの芹沢直美。

## 略歴
宮城県仙台市出身。宮城県第三女子高等学校卒業。
1984年、雑誌『Momoco』に“我妻ルミ”の名前で写真が掲載され、モモコクラブのNo.368となる。
1985年のホリプロスカウトキャラバンで決勝に進出、3位になる。（この時のグランプリは山瀬まみ、準優勝は中村由真）
後述するおニャン子クラブとして活動する前、FM仙台の番組「ヤンテレFRIDAY PANIC」にヤンテレクルーの一員（1期生）として出演していた。
1987年1月、フジテレビ『夕やけニャンニャン』の「ザ・スカウト アイドルを探せ!」にて合格を果たし、おニャン子クラブの会員番号48番となる。芸能界デビュー当時、既にアイドルとして活動していた姉の芹沢直美が2歳年齢を詐称しており、実際の生年月日では姉妹としての矛盾が生じてしまうことから、おニャン子クラブ在籍中から1989年引退時までは1969年（昭和44年）2月25日生まれと公表していた（学年は昭和43年度で同じ）。
同年5月に発売されたおニャン子クラブの8枚目のシングル「かたつむりサンバ」のカップリング「めしべとおしべ」でフロントボーカルを担当した。
1987年9月のおニャン子クラブ解散後、11月に「プライベートはデンジャラス」でソロデビュー、オリコンチャート初登場9位。その後、4枚のシングルと2枚のアルバムを発表。
1989年4月に芸能界を引退。引退セレモニーは『志村けんのだいじょうぶだぁ』公開収録のスタジオ内で行われ、その場面は番組内のエンディング部分で紹介された。
2000年12月3日、新宿のクラブ「CODE」にて、ピーチ・バルーン主催のライブを開催。
2001年9月20日、代々木で行われたおニャン子クラブ解散イベントに登場した。
2003年3月起業の飲食店経営グループ「東京レストランツファクトリー」の第1号店として、同年7月7日、六本木に会員制クラブ「Home's Bar 48（ホームズバー ヨンパチ）」がオープン、我妻は経営者のひとりとして名を連ねる。店名は、おニャン子クラブ在籍時代の会員番号に由来する。

## 人物
アイドル時代は、浜田省吾のファンを公言していた。
中学生時代の部活は卓球部で、卓球が特技。朝日放送ラジオ『今夜もHOT'N HOT』にレギュラー出演していた時は、その特技を生かして毎週ゲストと卓球対決をするコーナーが設けられていた。

## エピソード
20th Centuryの坂本昌行は我妻のファンであったことを公言している。「お笑いV6病棟!」内コントのドッキリで対面が実現した際、絶句するという反応を見せた。
つんくは「とんねるずのみなさんのおかげでした」出演時に我妻のファンであったことを明かしている。
土田晃之は工藤静香のファンであったが、我妻の親衛隊にも所属していた。

## ディスコグラフィ

### シングル
| #           | 発売日          | A/B面       | タイトル                   | 作詞        | 作曲                | 編曲        | 最高順位    | 規格品番    |
| CBS・ソニー | CBS・ソニー     | CBS・ソニー | CBS・ソニー                | CBS・ソニー | CBS・ソニー         | CBS・ソニー | CBS・ソニー | CBS・ソニー |
| ----------- | --------------- | ----------- | -------------------------- | ----------- | ------------------- | ----------- | ----------- | ----------- |
| 1           | 1987年 11月21日 | A面         | プライベートはデンジャラス | 谷穂ちろる  | 井上ヨシマサ        | 武部聡志    | 9位         | 07SH-2015   |
| 1           | 1987年 11月21日 | B面         | Mr.Dreamer                 | 谷穂ちろる  | 林哲司              | 鷺巣詩郎    | 9位         | 07SH-2015   |
| 2           | 1988年 3月21日  | A面         | ひとさし指のワイパー       | 谷穂ちろる  | 和泉一弥            | 中村哲      | 19位        | 07SH-3027   |
| 2           | 1988年 3月21日  | B面         | ナチュラル通信             | 谷穂ちろる  | 後藤次利            | 後藤次利    | 19位        | 07SH-3027   |
| 3           | 1988年 7月21日  | A面         | Seキララで行こう!          | 谷穂ちろる  | 安藤高弘            | 鷺巣詩郎    | 33位        | 07SH-3080   |
| 3           | 1988年 7月21日  | B面         | 気になるアイツ             | 高柳恋      | F.Wildhorn B.Potter | 鷺巣詩郎    | 33位        | 07SH-3080   |
| 4           | 1988年 10月21日 | A面         | 悲しみの向こうがわ         | 森雪之丞    | 筒美京平            | 鷺巣詩郎    | 31位        | 07SH-3122   |
| 4           | 1988年 10月21日 | B面         | メロメロンの召しあがり方   | 森雪之丞    | 羽田一郎            | 羽田一郎    | 31位        | 07SH-3122   |

### アルバム

#### オリジナル・アルバム
| 枚          | 発売日        | タイトル        | オリコン最高位 |
| CBS・ソニー | CBS・ソニー   | CBS・ソニー     | CBS・ソニー    |
| ----------- | ------------- | --------------- | -------------- |
| 1st         | 1988年4月21日 | OH! CHAPPY      | 30位           |
| 2nd         | 1988年12月1日 | Merry! Go Round | 51位           |

#### ベスト・アルバム
| 枚                           | 発売日                       | タイトル                                     | オリコン最高位               |
| Sony Music Direct / GT music | Sony Music Direct / GT music | Sony Music Direct / GT music                 | Sony Music Direct / GT music |
| ---------------------------- | ---------------------------- | -------------------------------------------- | ---------------------------- |
| 1st                          | 2003年12月3日                | アイドルミラクルバイブルシリーズ 我妻佳代 48 | -                            |

### 映像作品
| 枚          | 発売日        | タイトル       |             |
| CBS・ソニー | CBS・ソニー   | CBS・ソニー    | CBS・ソニー |
| ----------- | ------------- | -------------- | ----------- |
| 1st         | 1988年9月11日 | Agatsumagazine |             |

### タイアップ
| 曲名                       | タイアップ                                         |
| -------------------------- | -------------------------------------------------- |
| プライベートはデンジャラス | フジテレビ系『志村けんのだいじょうぶだぁ』EDテーマ |
| 気になるアイツ             | ニッポン放送『三宅裕司のヤングパラダイス』主題歌   |

## 写真集
- 我妻佳代写真集 KAYO AGATSUMA （1988年4月、近代映画社）

## 出演番組

### テレビ
- 夕やけニャンニャン（フジテレビ、1987年1月-1987年8月） レギュラー
- 志村けんのだいじょうぶだぁ（フジテレビ、1988年2月-1989年3月） レギュラー
- クイズ・ドレミファドン! （フジテレビ、1987年）歌ゲスト
- やる気マンマン日曜日（毎日放送 、1988年） 歌ゲスト
- 歌え!アイドルどーむ （テレビ東京、1987年-1989年） レギュラー
- めちゃ×2イケてるッ! （フジテレビ1999年2月27日-清水アキラ の事務所に勤務していることが紹介された
- ロンロバ!全力投球! （TBS、2003年11月20日）-幻の会員番号48番の唄を探して！

### ラジオ
- サントリー・パラダイス天国〜田代と遊ぼう〜（TBSラジオ）
田代まさし、桑野信義との共演番組。
- おちゃめな夜だよいたずらレモン （1988年 - 1989年、ニッポン放送） - パーソナリティ
- ラジオガルーダばりばりマッシュルーム （1988年 - 1989年、ニッポン放送） - 水曜日
- 加トちゃんのラジオでチャッ!チャッ!チャッ!（1996年4月-1997年7月、ニッポン放送） - レポーター（水曜日担当）
- 今夜もHOT'N HOT （1988年8月13日[7] - 1989年4月1日レギュラー出演、朝日放送）
- ヤンテレFRIDAY PANIC （FM仙台） - ヤンテレクルーの一員として出演